# لونانو
لونانو (به ایتالیایی: Lunano) یک کومونه در ایتالیا است که در استان پزارو و اوربینو واقع شده‌است.

## خصوصیات
لونانو ۱۴٫۶۲ کیلومترمربع مساحت و ۱٬۴۳۵ نفر جمعیت دارد و ۲۹۷ متر بالاتر از سطح دریا واقع شده‌است.